# Kanton Saint-Malo-Sud
Kanton Saint-Malo-Sud (francouzsky Canton de Saint-Malo-Sud) je francouzský kanton v departementu Ille-et-Vilaine v regionu Bretaň. Tvoří ho tři obcí.

## Obce kantonu
- La Gouesnière
- Saint-Jouan-des-Guérets
- Saint-Malo (jižní část)